# Gryon montanum
Gryon montanum är en stekelart som först beskrevs av Jean-Jacques Kieffer 1906.  Gryon montanum ingår i släktet Gryon och familjen Scelionidae. Inga underarter finns listade i Catalogue of Life.